# Onthophagus vylderi
Onthophagus vylderi là một loài bọ cánh cứng trong họ Bọ hung (Scarabaeidae).